# Système judiciaire du Québec

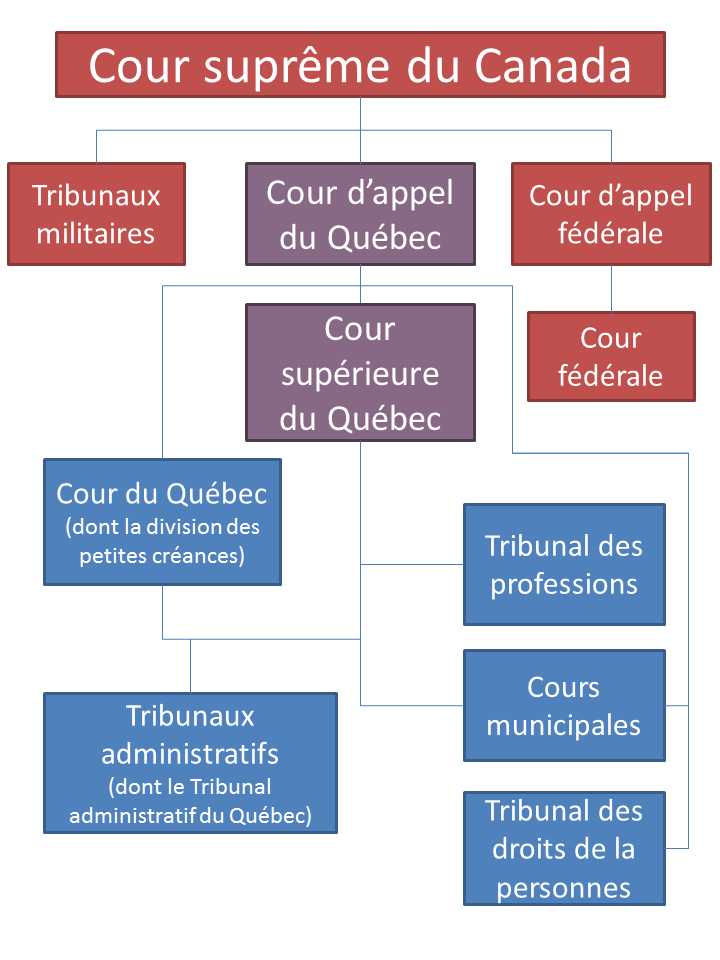
Fonctionnement et nomination des juges sous juridiction du gouvernement fédéral.
Fonctionnement sous juridiction du Québec, mais nomination des juges par le gouvernement fédéral.
Fonctionnement et nomination des juges sous juridiction du gouvernement du Québec.

Le système judiciaire du Québec est l'organisation des tribunaux au Québec. Il est structuré comme une pyramide où trône au sommet, la Cour d'appel du Québec puis la Cour suprême du Canada.
Le système judiciaire est composé de tribunaux de droit commun, de tribunaux spécialisés et d'autres organismes judiciaires ou quasi-judiciaires.
Le plus haut tribunal ayant une compétence d'attribution en droit québécois est la Cour suprême du Canada. Il ne s'agit cependant pas d'un tribunal québécois, mais bien d'un tribunal établi par une loi fédérale du Parlement du Canada en vertu de la Constitution du Canada.

## Principes généraux
Les tribunaux qui ont un pouvoir sur le droit québécois sont organisés en une pyramide dont le sommet est comblé par la Cour suprême du Canada. Il est important de savoir qu'au Canada, il n'existe pas de division du système judiciaire comme dans plusieurs autres pays. À quelques exceptions près, les tribunaux peuvent entendre autant des recours basés sur le droit provincial que sur le droit fédéral, de même des recours de droit civil, pénal ou constitutionnel,. Malgré le caractère fédératif du Canada, les tribunaux sont organisés de façon assez unitaire.
Le Parlement du Québec est responsable de l’administration des tribunaux québécois (Cour d'appel du Québec, Cour supérieure du Québec, Cour du Québec, etc.). Le Parlement du Canada a autorité sur les tribunaux qu’il a lui-même créés (Cour suprême du Canada, Cour fédérale, etc.). Toutefois, bien que le Québec en ait la gestion, le gouvernement fédéral nomme et rémunère les juges à la Cour supérieure et à la Cour d'appel.Cette répartition plutôt unique en matière de gestion des tribunaux provient du fait que la Cour supérieure et la Cour d'appel du Québec furent créés avant l'Acte de l'Amérique du Nord britannique de 1867. Dans cet acte est stipulé que les tribunaux datant d'avant le 1er Juillet 1867 (les tribunaux pré-confédératifs), relèvent du gouvernement fédéral. Cependant, en vertu de l'article 91, les provinces administrent la justice sur leur territoire.[réf. nécessaire]
Les recours au Québec doivent premièrement être déposés devant un tribunal de « première instance ». Selon le montant en litige et le type de recours, le tribunal de première instance peut être la Cour supérieure, la Cour du Québec, une Cour municipale, un tribunal administratif, etc. Ensuite, la décision pourrait être portée en appel, selon le cas, à la Cour d'appel du Québec et finalement, si la cause est d’une grande importance, à la Cour suprême du Canada.

## Par tribunal
Le partage des compétences au Canada donne certaines responsabilités du système judiciaire soit au Parlement du Canada, soit au Parlement du Québec.
Ainsi, le gouvernement fédéral peut créer des tribunaux touchant les lois fédérales (Cour fédérale, Cour d'appel fédérale). De plus, il nomme les juges de la Cour d'appel du Québec et de la Cour supérieure du Québec.
Le gouvernement du Québec peut lui aussi créer des tribunaux, par exemple, la Cour du Québec et le Tribunal des droits de la personne. Il est aussi responsable de l'administration et de la gestion de la Cour d'appel du Québec et de la Cour supérieure du Québec, même s'il ne nomme pas les juges.

### Tribunaux fédéraux

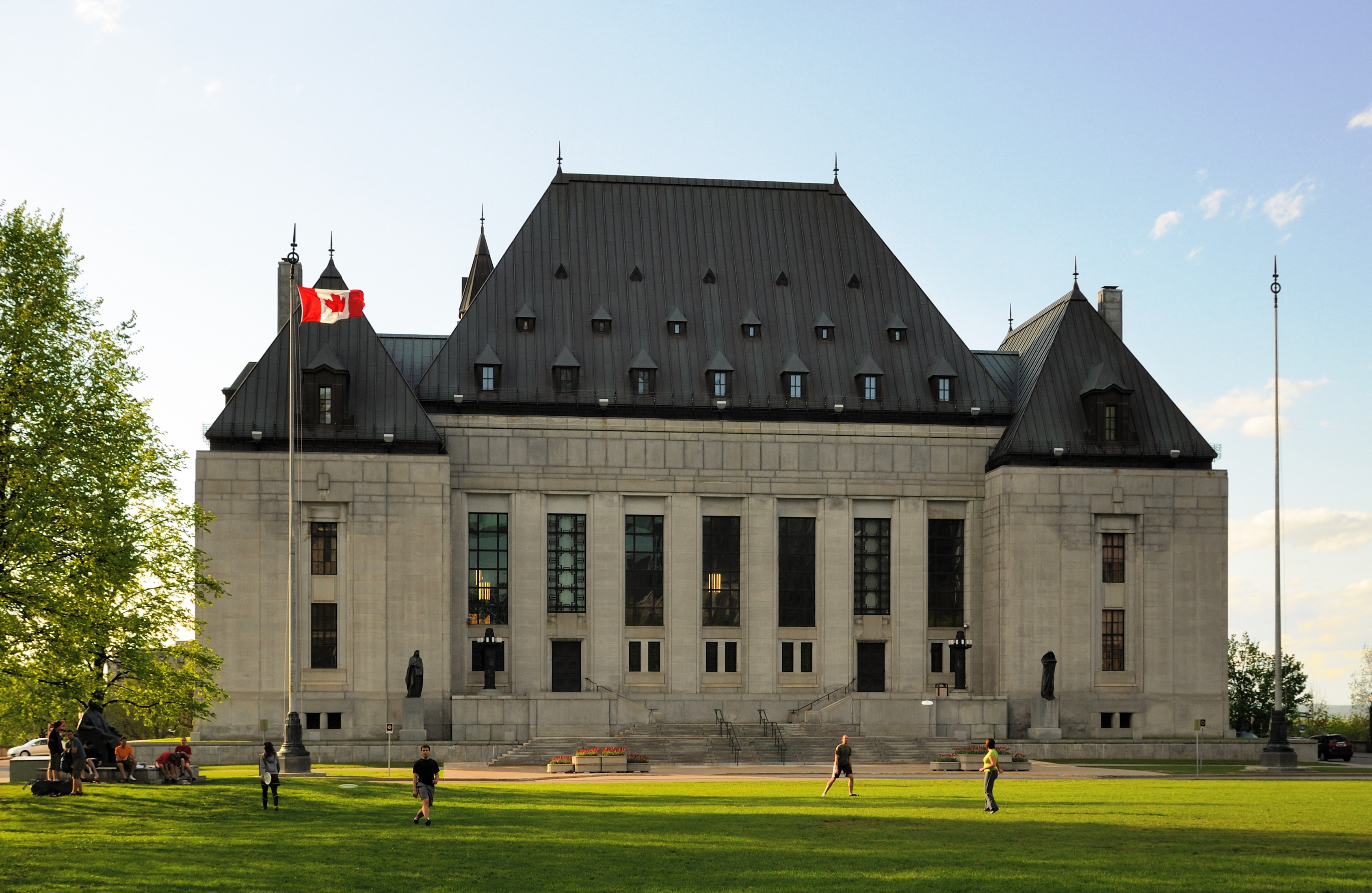
Édifice de la Cour suprême du Canada à Ottawa.

Le seul tribunal fédéral ayant directement autorité sur le droit québécois est la Cour suprême du Canada. Toutes les décisions de la Cour d'appel du Québec peuvent être portées en appel devant ce tribunal. Toutefois, la Cour suprême n'accepte d'entendre qu'une douzaine de causes provenant du Québec chaque année.
Les autres tribunaux fédéraux (Cour fédérale, Cour d'appel fédérale et tribunaux militaires) n'ont pas d'impact direct sur le droit québécois, c'est-à-dire sur les lois et le fonctionnement du système juridique québécois. Ils jugent des causes touchant des lois fédérales. Toutefois, puisque les lois fédérales s'appliquent elles aussi au Québec, les décisions de ces tribunaux ont tout de même un impact au Québec.

### Cour d'appel du Québec

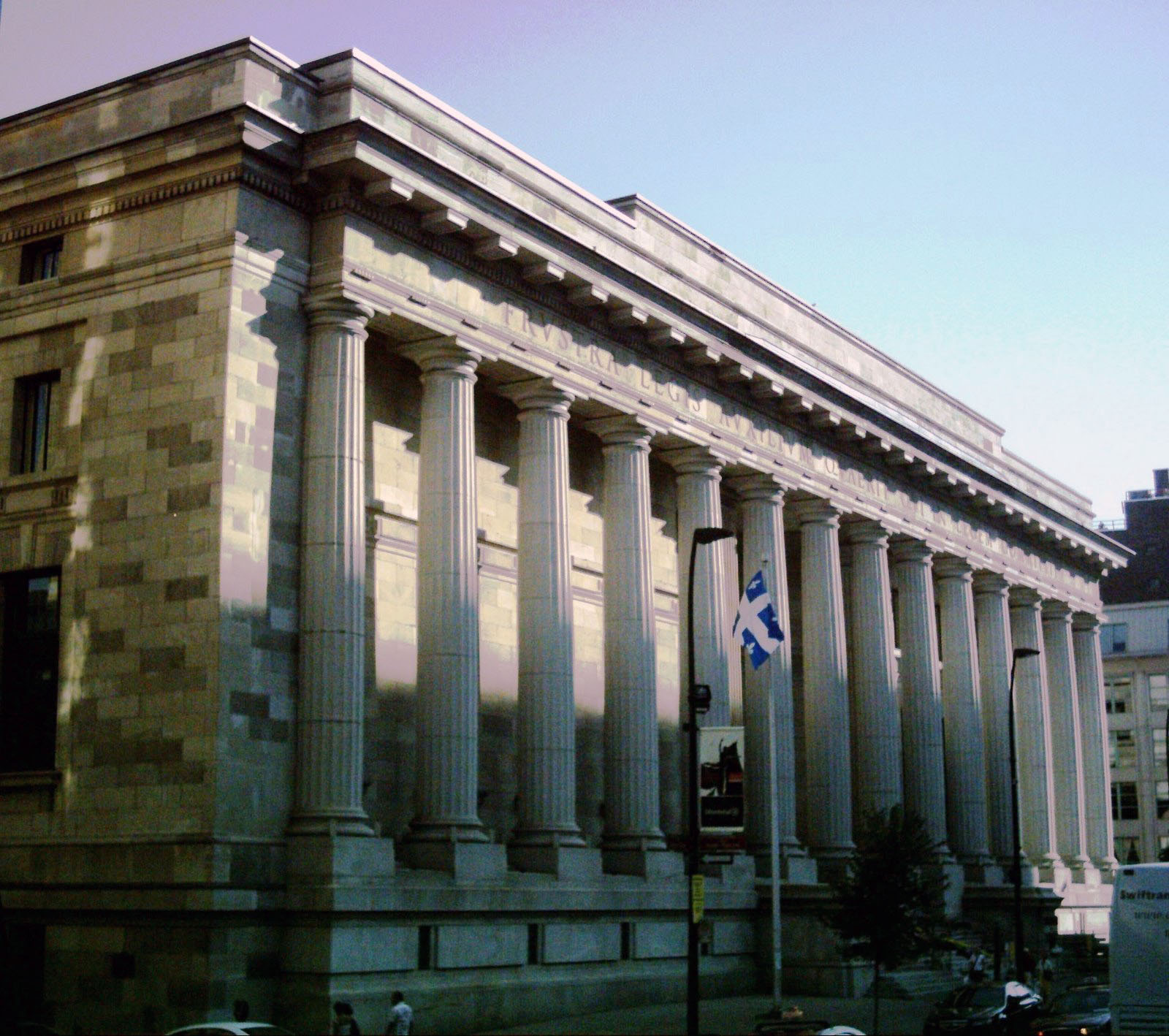
Édifice Ernest-Cormier, siège de la Cour d'appel du Québec à Montréal.

La Cour d'appel a deux mandats. Elle est d'abord le tribunal général d'appel sur tous les jugements de première instance au Québec, c'est-à-dire qu'elle entend des appels provenant de la Cour supérieure, de la Cour du Québec et de plusieurs tribunaux administratifs. De plus, la Cour d'appel possède le pouvoir de répondre à des renvois formulés par le gouvernement du Québec. La Cour d'appel rend plus de 1 500 jugements par année.

### Cour supérieure

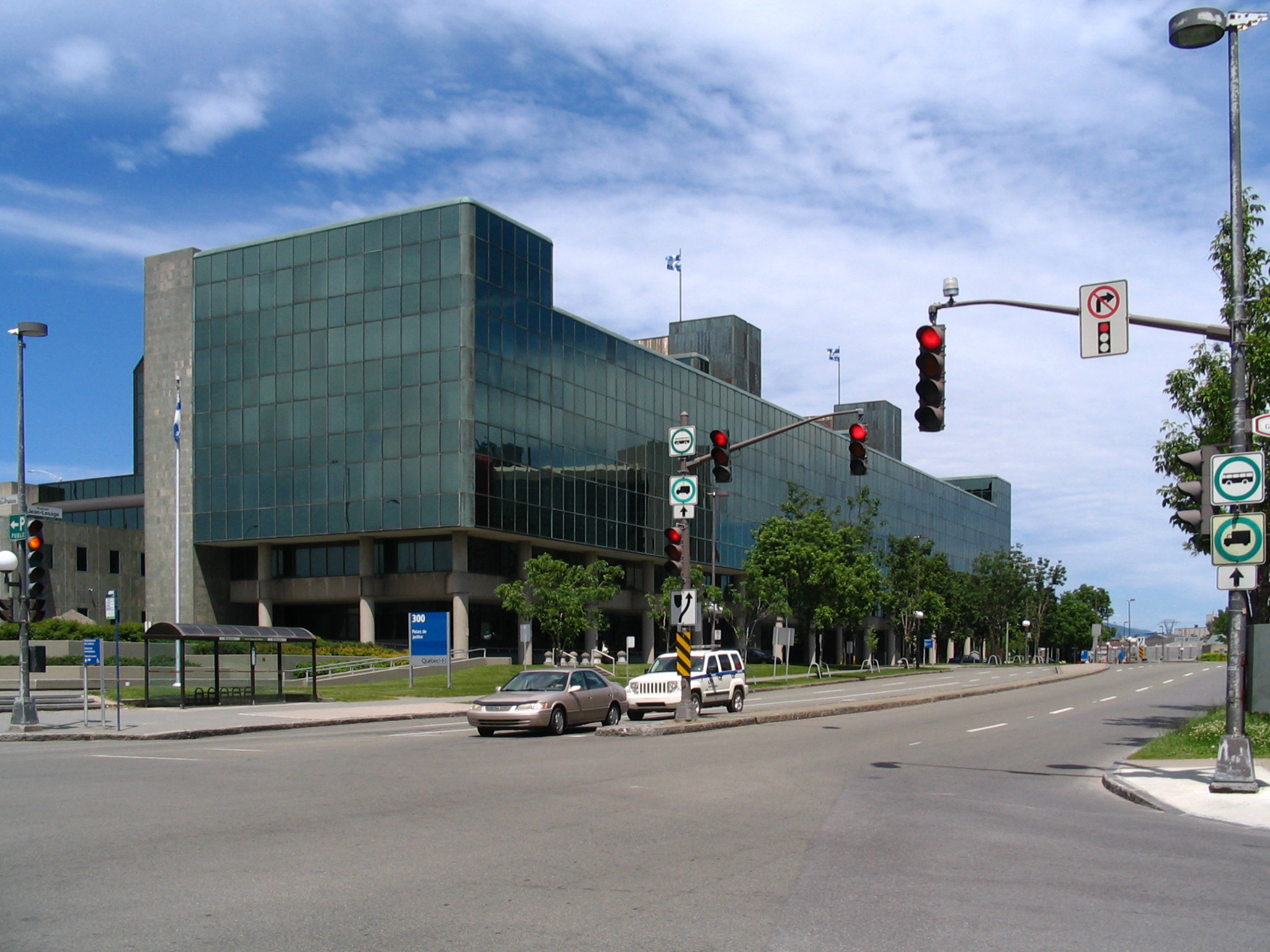
Palais de justice de Québec, là où siègent à Québec, la Cour d'appel, la Cour supérieure et la Cour du Québec.

La Cour supérieure du Québec possède le pouvoir inhérent de statuer sur toutes causes autres que celles dont les compétences sont assignées à une autre instance. De par cette compétence, la Cour supérieure possède le pouvoir notamment de trancher tout litige de plus de 85 000 $, de prononcer les divorces, de surveiller la légitimité des décisions des tribunaux administratifs, de prononcer des injonctions, d'entendre des actions collectives, etc..

### Cour du Québec

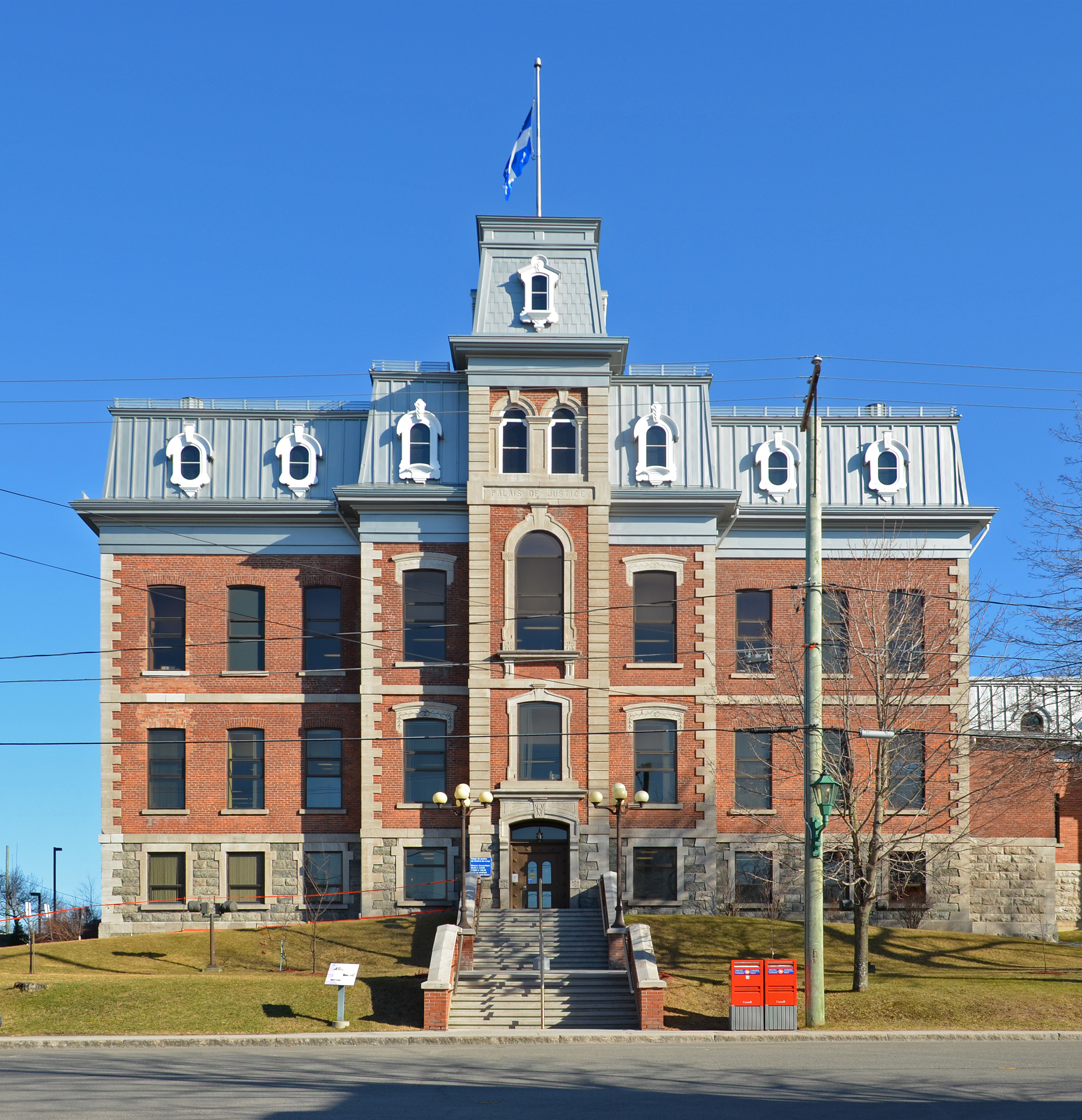
Palais de justice de Rivière-du-Loup où siègent la Cour supérieure et la Cour du Québec.

La Cour du Québec est le tribunal de première instance pour un grand nombre de recours civils et criminels. Elle est responsable d'entendre les recours civils dont le montant en litige est de moins de 85 000 $. Au niveau criminel, elle entend la majorité des causes lorsqu'elles ne nécessitent pas la présence d'un jury. La Cour du Québec est constituée de trois chambres : la Chambre de la jeunesse, la Chambre criminelle et pénale ainsi que la Chambre civile. Cette dernière chambre comprend la division des petites créances (pour les litiges de moins de 15 000 $).

### Autres tribunaux provinciaux
Il existe aussi quelques autres tribunaux de première instance. Les cours municipales entendent des causes pénales et certains litiges en droit municipal. Le Tribunal des droits de la personne juge des poursuites pour discrimination selon la Charte des droits et libertés de la personne.

### Tribunaux administratifs
Finalement, le Québec compte un grand nombre de tribunaux administratifs chargés de voir à l'application d'une ou plusieurs lois. Le plus important d'entre eux est le Tribunal administratif du Québec qui entend les contestations des citoyens sur les décisions administratives du gouvernement (délivrance de permis, admissibilité à un programme social, etc.). Il existe aussi un Tribunal des professions chargé d'entendre les appels des décisions disciplinaires des ordres professionnels.

## Par domaine
Les sections ci-dessous expliquent le fonctionnement des tribunaux par domaine de droit.

### Droit civil

#### Première instance en matière civile

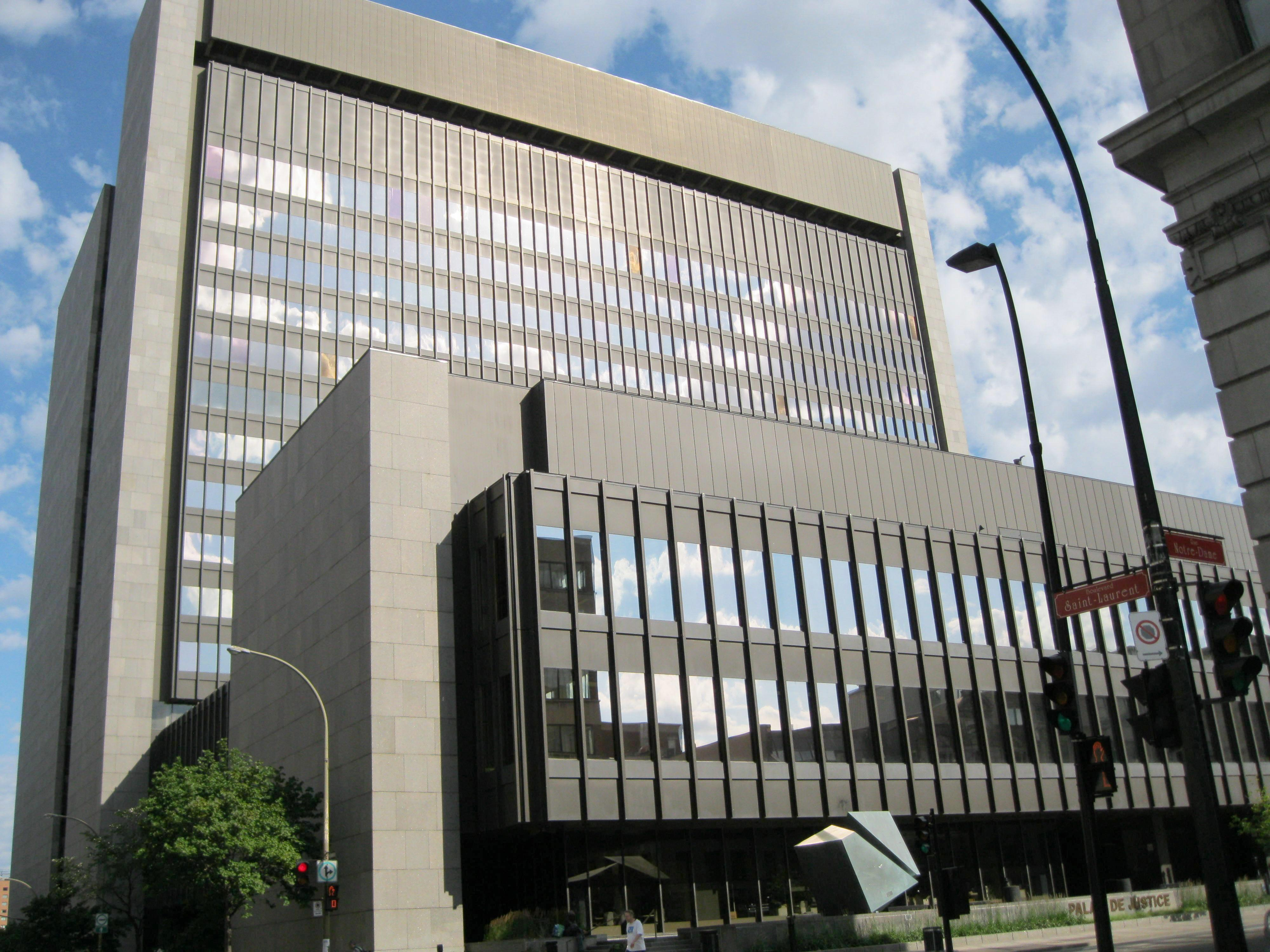
Le Palais de justice de Montréal où siègent notamment la Cour supérieure et la Cour du Québec.

En matière civile, la règle générale veut que le tribunal compétent en première instance pour entendre la cause dépende du montant en litige.
Les règles en matière de compétence ont été réformées en 2023 :
- Jusqu'au 30 juin 2023 une seule limite existait :
  - Pour les litiges de 85 000 $ et plus, le seul tribunal compétent est la Cour supérieure. La Cour supérieure est aussi compétente sur toute question pour laquelle la loi ne prévoit pas de tribunal spécifique.
  - Pour les litiges de moins de 85 000 $, la Cour du Québec est le tribunal compétent.
- À partir du 30 juin 2023 deux limites existent[13]:
  - Une limite inférieure est fixée à 75 000 $ : la Cour du Québec a compétence exclusive pour les litiges qui n'atteignent pas cette limite  ;
  - Une limite de compétence concurrente est fixée à 100 000 $ : les litiges d'un montant excédent la première limite mais n'excédant pas la limite de compétence concurrente peuvent être traités soit par la Cour du Québec soit par la Cour supérieure, au choix du demandeur.

Il est prévu que les limites fixées en juin 2023 soient indexées le 1er septembre de chaque année où l'augmentation des limites par l'indice des prix à la consommation excéderait 5 000 $. Dans ce cas l'indexation se ferait par incrément de 5 000 $.
Il existe toutefois plusieurs exceptions à la règle générale énoncée ci-dessus. Ainsi, en matière d'actions collectives, peu importe le montant en jeu, le tribunal compétent sera la Cour supérieure.
Finalement, lorsque le litige est de 15 000 $ ou moins, la division des petites créances de la Cour du Québec est le seul tribunal compétent. La division des petites créances est régie par des règles particulières visant à assouplir la procédure. Ainsi, il n'est pas possible de se faire représenter par avocat devant la division des petites créances.
En matière de droit du logement (expulsion, litige sur le prix du loyer, etc.), le tribunal compétent est le Tribunal administratif du logement lorsque la demande ne dépasse pas le seuil de compétence concurrence de la Cour du Québec,,. Si le montant en litige excède ce montant, il s'agit de la Cour supérieure.

#### Appels en matière civile
Les appels en matière civile sont aussi régis par le montant en litige. Lorsque la somme en litige est de 60 000 $ et plus, le tribunal d'appel est la Cour d'appel du Québec. La Cour d'appel est aussi compétente pour les litiges de moins de 60 000 $, toutefois, dans ces cas, la personne souhaitant faire appel doit demander la permission à un juge de la Cour d'appel avant de pouvoir présenter sa cause à la Cour. La permission n'est accordée que s'il s'agit d'une question importante, nouvelle ou qui fait l'objet de jugements contradictoires.
Lorsque le tribunal de première instance est la division des petites créances de la Cour du Québec, il n'existe aucune possibilité d'appel. Le jugement est donc final.

### Droit criminel et pénal

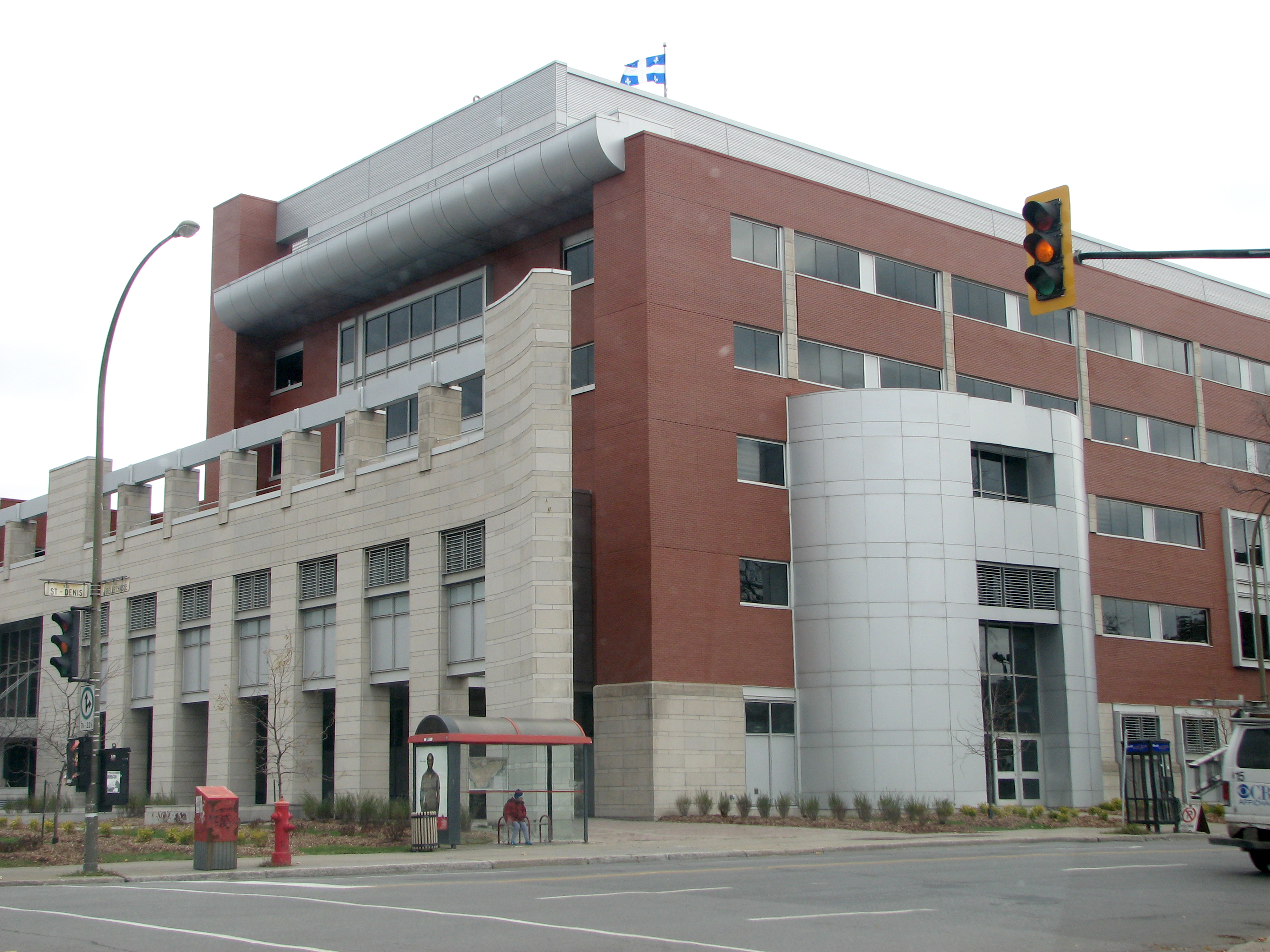
Siège montréalais de la Chambre de la jeunesse de la Cour du Québec où sont jugés les mineurs pour les infractions criminelles et pénales.

Le Code criminel du Canada et certaines autres lois, dont le Code de procédure pénale, accordent compétence en matière criminelle et pénale aux mêmes tribunaux :
- La Cour d'appel du Québec entend les appels (de plein droit ou sur permission) des condamnations prononcées et des peines imposées par les tribunaux inférieurs.
- La Cour supérieure du Québec se compose généralement, en matière criminelle, d'un juge et de 12 jurés. Certaines infractions comme le meurtre, la trahison et la piraterie sont du ressort exclusif de la Cour supérieure. La Cour supérieure siège aussi en appel des décisions rendues par la Cour du Québec, chambre criminelle et pénale et des Cours municipales pour des infractions punissables sur déclaration de culpabilité par procédure sommaire.
- La Cour du Québec, chambre criminelle et pénale, est le tribunal où sont généralement jugées les personnes accusés d'infractions commises en vertu de certaines lois fédérales et de toutes les lois pénales québécoises (les Cours municipales peuvent avoir une juridiction concurrente en certaines matières).
- Les Cours municipales jugent de certaines infractions du Code criminel et du Code de la sécurité routière. Elles ont aussi compétence pour juger les infractions aux règlements municipaux survenu sur leur territoire.

### Droit de la famille
Le droit de la famille se déroule devant deux tribunaux : la Cour supérieure et la Cour du Québec.
La Cour supérieure est responsable de manière générale de toutes les questions relatives au divorce, à la séparation, à la garde des enfants et aux pensions alimentaires.
La Cour du Québec est responsable des affaires d'adoption et de la protection de la jeunesse (voir Loi sur la protection de la jeunesse).
Les décisions de chacun des tribunaux peuvent être portées en appel devant la Cour d'appel.

### Droit constitutionnel
Au Québec et au Canada, il n'existe pas de tribunaux spécialisés en droit constitutionnel. Par défaut, la Cour supérieure du Québec est donc le tribunal de première instance en matière constitutionnelle. Toutefois, la Cour suprême a décidé qu'il était possible pour les tribunaux administratifs d'interpréter et d'appliquer la Constitution dans les litiges dont ils sont saisis. Ainsi, par exemple, en matière de droit du travail, le Tribunal administratif du travail (TAT) peut appliquer la Charte canadienne des droits et libertés. Néanmoins, l'interprétation des tribunaux administratifs est souvent de faible portée. Les décisions de la Cour supérieure sont les seules à être erga omnes, c'est-à-dire qu'elles s'appliquent à toutes les personnes et non pas simplement aux parties devant le juge.
La Cour d'appel du Québec, puis la Cour suprême du Canada, sont les tribunaux d'appel en matière constitutionnelle. En cette matière, la Cour suprême rend un grand nombre de décisions, il s'agit donc bien souvent du tribunal où aboutissent un grand nombre de litiges constitutionnels d'importance.

### Droit du travail
Le droit du travail québécois est régi par différents tribunaux selon que le travailleur est syndiqué ou non.
En matière d'emplois syndiqués, les conventions collectives prévoient le recours à l'arbitrage pour les litiges qui sont issus de l'application de la convention. Ainsi, pour toute question touchant les conditions de travail d'un syndiqué, ce dernier ne peut s'adresser aux tribunaux, mais doit plutôt recourir à son syndicat qui va déposer une plainte en son nom devant un arbitre. Pour les questions touchant les pratiques interdites (pratique anti-syndicale, utilisation de briseurs de grève, etc.), le Tribunal administratif du travail (TAT) est le tribunal compétent.
En matière d'emplois non-syndiqués, le tribunal compétent est le même qui est applicable en matière civile, c'est-à-dire qu'il varie selon le montant en jeu (voir Droit civil ci-dessus). Toutefois, dans le cas d'un salarié qui réclame un montant pécuniaire à son employeur ou qui se plaint d'un congédiement injustifié, la Commission des normes, de l'équité, de la santé et de la sécurité du travail (CNESST) peut déposer une plainte au nom du travailleur devant le Tribunal administratif du travail (TAT).
Normalement, les décisions du Tribunal administratif du travail (TAT) sont finales et sans appel. Il est toutefois possible de demander une révision judiciaire par la Cour supérieure. Celle-ci ne modifiera la décision que si elle révèle une erreur manifeste et déterminante. Comme toutes autres décisions de la Cour supérieure, celle-ci peut être portée en appel à la Cour d'appel, puis à la Cour suprême.

## Nominations et traitement des juges

### Mode de nomination
Le mode de nomination des juges dépend du tribunal.
Pour la Cour d'appel du Québec et la Cour supérieure, la nomination est faite par le gouvernement fédéral, en vertu de la Loi constitutionnelle de 1867.
Pour les juges de la Cour du Québec et de certaines cours municipales (Montréal, Laval et Québec), la nomination est faite par le gouvernement du Québec.
Dans les deux cas, les juges sont nommés parmi les avocats exerçant depuis au moins dix ans au Québec.

## Langue dans les tribunaux
La Loi constitutionnelle de 1867 prévoit que toutes procédures devant les tribunaux au Québec peuvent être faites en français ou en anglais. La situation est la même pour les tribunaux créés par le Parlement du Canada (Cour suprême, cours fédérales, etc.)). Ainsi, les juges sont libres de rendre leurs jugements en français ou en anglais, indépendamment de la langue des parties. De même, les avocats peuvent s'exprimer, à leur choix, dans l'une ou l'autre des deux langues officielles canadiennes.